# 알렉시오스 3세 앙겔로스
알렉시오스 3세 앙겔로스(그리스어:Αλέξιος Γ' Άγγελος, 1153년 – 1211년)는 동로마 황제로 1195년부터 1203년까지 황제였다. 앙겔로스 왕조의 일원이다.

## 생애
알렉시오스는 전임황제 이사키오스의 형으로 안드로니코스 두카스 앙겔로스의 둘째 아들로 태어났다. 동생이 불가리아에 대한 원정을 준비하던 1195년 4월 8일 동생 황제 이사키우스를 마케도니아 지방의 스타기라에서 체포해 장님으로 만들어 감옥에 가두고 군대에 의하여 황제로 선포되었다.
시대에 맞지 않고 무능하며 우유부단하기까지 하며 최악의 겁쟁이라는 비난을 받았는데 실제로 그의 치세 8년 동안 동로마 제국의 해제는 확실시되었다. 신성로마제국의 하인리히 6세는 자신의 새로운 십자군 원정을 위해 여러 가지 지원을 요구해 왔는데 알렉시오스는 이를 위해 독일세(獨逸稅, Alamanikon )라는 세금을 징수하고 역대 황제의 무덤에서 귀중품을 파헤치기까지 하였다.
발칸반도에서 동로마 제국의 영향력 또한 급속도로 상실되었다. 1196년 당시 평화롭게 있던 불가리아 원정은 참담한 실패로 끝났고 불가리아의 새 차르인 칼로얀은 콘스탄티노폴리스의 그늘에서 벗어났다.
1203년 베네치아 공화국의 지원을 받은 제4차 십자군들이 이사키우스 2세의 아들 알렉시오스 앙겔로스의 요청으로 콘스탄티노폴리스를 침공하였다. 알렉시오스는 수많은 경고에도 불구하고 라틴인들의 침공에 대한 대비를 하지 않고 힘이 없는 제국은 속절없이 침공에 무너졌다. 알렉시오스는 많은 재물을 끌어모아 수도를 탈출해 트라키아로 도망쳤다. 비잔티움의 제위는 이제는 장님이 된 그의 동생 이사키우스에게 다시 돌아왔고 젊은 알렉시오스는 알렉시오스 4세로 공동황제가 되었다.
알렉시오스 3세는 망명지에서 자신의 제위를 회복하려 노력했으나 실패했고 1204년 결국 동로마 제국은 멸망하고 라틴 제국이 성립되었다. 마지막으로 동로마 제국의 황제가 되었던 알렉시오스 무르주플루스는 알렉시오스 3세의 딸 에우도키아 앙겔리나와 결혼했으나 결국 장인에게서 버림받고 장님이 되었다. 알렉시오스는 몬페라토의 보니파치오에게 의탁했다가 나중에는 에피루스의 사촌인 미카일에게로 갔다. 또 그마저도 여의치 않차 소아시아로 건너가 또 다른 사위인 테오도루스 라스카리스에게 의탁하기로 하고 셀주크 투르크의 술탄과 협약을 맺었다. 그는 테오도루스에게 제위를 자기에게 넘겨달라고 요구했으나 거부당했고 그와 싸워 패하고 말았다. 알렉시오스는 1211년 테오도루스에게 포로로 잡혀 니케아의 수도원에 유폐되었다가 거기서 죽었다.

## 같이 보기
- 동로마 황제